# شب مردگان زنده (فیلم ۱۹۹۰)
«شب مردگان زنده» (انگلیسی: Night of the Living Dead (1990 film)) فیلمی در ژانر ترسناک به کارگردانی تام ساوینی است که در سال ۱۹۹۰ منتشر ‌شد.

## بازیگران
- تونی تاد
- پاتریشیا تالمن
- بیل مسلی
- ویلیام باتلر
- کتی فینران
- تام تولس